# 平壤雜技學院
平壤雜技學院，成立於1975年，前稱平壤雜技學校。平壤雜技學院為朝鮮培育出許多優秀雜技表演人材。在國際聞名的《三節秋千飛行》節目表演者都是平壤雜技學院畢業生。
平壤雜技學院學院培養出空中、地面、體力、魔術、動物等雜技演員和過場戲演員。學院有小學班和專科班。小學班為一期三年。他們在三年期間，練基礎訓練。小學班畢業後，在專科班受三年專門教育。
學院在北朝鮮招生，從北朝鮮各地考入的學生，每期畢業只有幾十名，至今已有九屆學生畢業。學院院長是人民藝術家金有植，副院長是金雲慶。 

## 著名教員
勞動英雄、人民演員，現年73歲的“世界魔術王”金澤成。
有30年表演經驗的資深雜技員李義錫。